# Császári és Királyi 8. Tersztyánszky Károly Huszárezred
A 8. Huszárezred a Habsburg Birodalom Hadseregének egyik huszárezredeként lett felállítva. Az 1867-es Kiegyezést követően az ún. Közös Hadsereg alakulata volt az Osztrák–Magyar Monarchia 1918-as felbomlásáig.

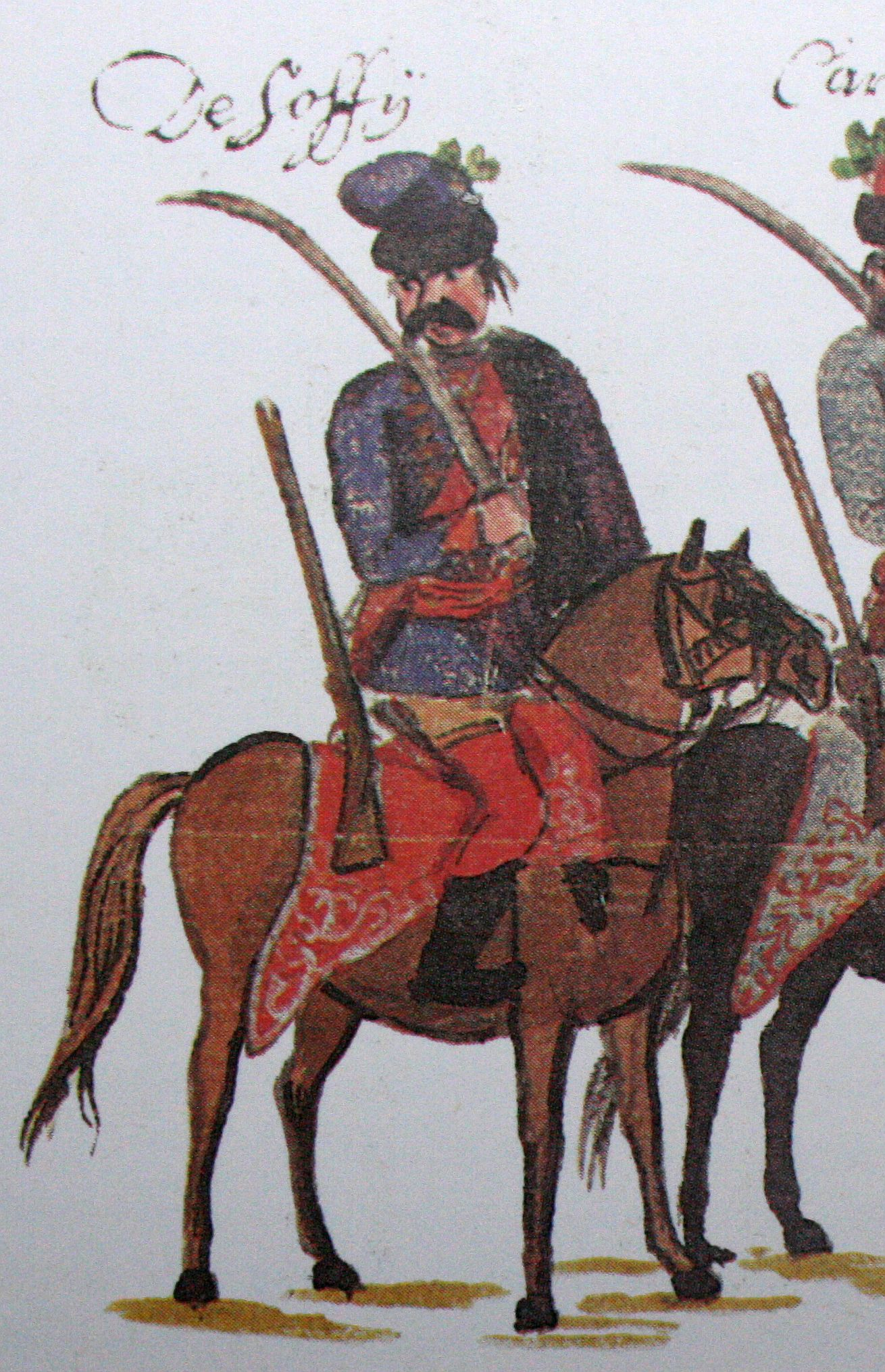
Császári Dessewffy-Huszárok 1734-ben

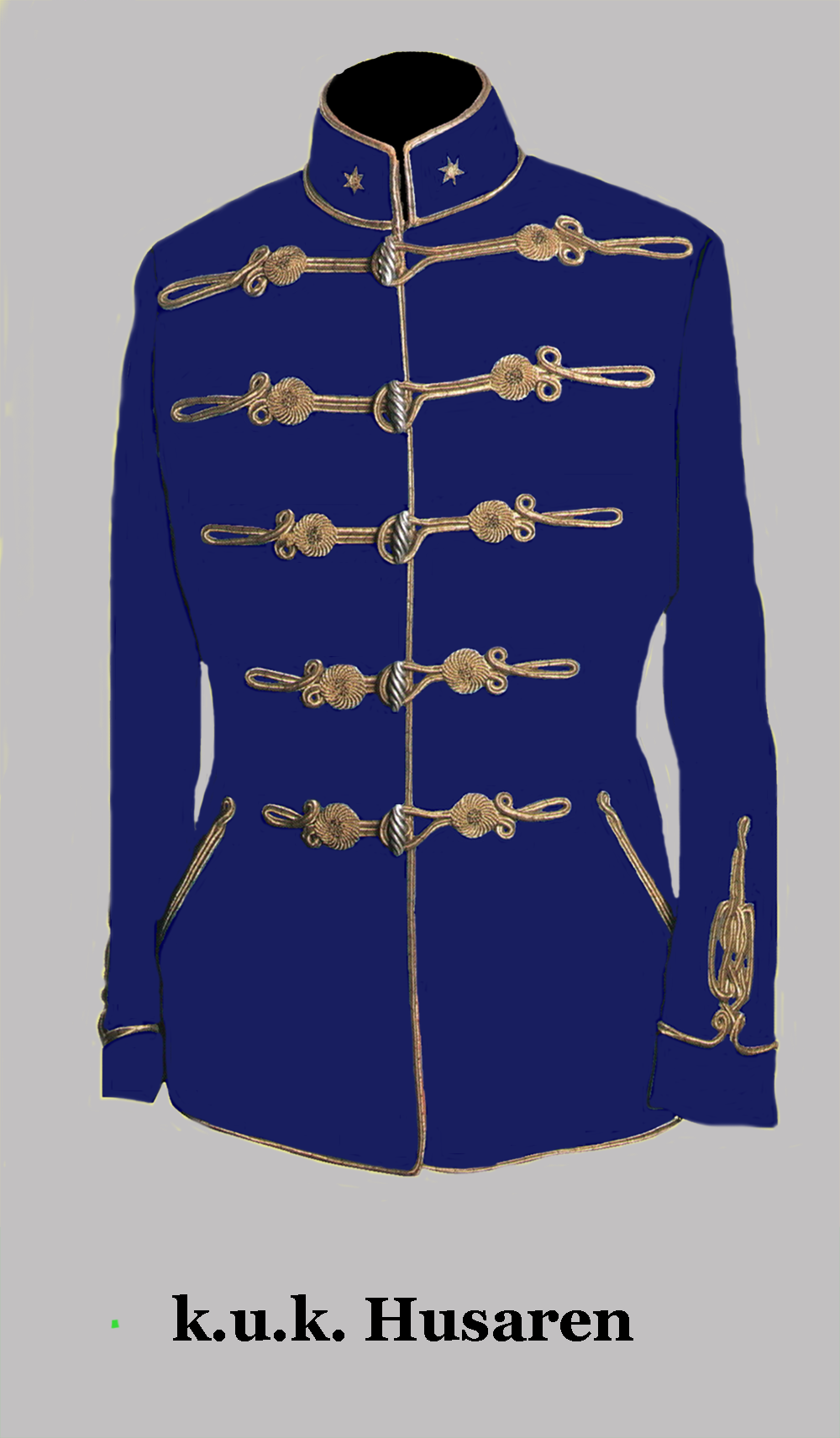
Egy hadnagy atillája a 19. század végéről

A 8. Tersztyánszky Károlyról elnevezett huszárezredet 1696-ban Deák-Huszárok néven I. Lipót magyar király állíttatta fel. Az 1769. évi lovassági átszervezést követően a 30. Lovassági Ezred megnevezés alatt létezett.
1798-ben egy újabb átszervezést követően kapta végső számozását, 8. Huszárezred lett.
1915-ben az összes ezred nevét megszüntették. Ezután az alakulat Császári és Királyi 8. Huszárezred néven szerepelt. Ezt a gyakorlatban nem tudták kivitelezni, mivel a háború miatt bevezetett költségcsökkentés nem tette lehetővé új nyomtatványok és pecsétek készítését.

## Története
Az ezredet 1696. február 20-án állíttatta fel mihályi Nesztorovics Deák Pál ezredes I. Lipót magyar király utasítására. Az irreguláris ezred létszáma 1200 fő körül mozgott.
- 1698-ben egy másik irreguláris ezred beolvaszátsa került az alakulatba, amiből később sorhuszárezredet képeztek. A létszámon felüli legénységet, ami kb. 800 fő volt átadta a Pálffy- (a későbbi Császári és Királyi 9. Huszárezred és az 1721-ben felszámolt Kollonits Huszárezrednek.
- 1700. év végen az ezredet felszámolták, a tiszteket és legénységet a Pálffy és Kollonits ezredek vették át.
- 1701 januárjában Savoyai Jenő herceg kérésére, Deák ezredes engedélyt kapott négy század verbuválására. A létszám hiányt a korábban az ezredben szolgálókból, illetve a felszámolásra ítélt Gombos- Czungenberg- és Csáky huszárezredekből pótolták.
- 1714-ben a felszámolásra ítélt Nádasdy Huszárezrdet beolvasztották.
- 1721-ben a Nádasdy ezred újra felállítása során a Pálffy ezrednek át kellett adni egyes alegységeit.
- 1731-ben az 1727-ben újra felállított Dessewffy Huszárezrednek (a későbbi 3. Huszárezred) egy századot át kellett adnia.
- 1746-ban a Bartolotti ezred fele beolvasztásra került az ezredbe.
- 1748-ban Trips ezred egy százada beolvasztásra került.
- 1768-ban a Hadik ezred egy svadronja (osztálya) beolvasztásra került.
- 1775-ben a felszámolásra ítélt Wurmser ezred egy osztálya átadásra került.
- 1798-ban a 3. őrnagyi osztály átadásra került az újonnan felállított 5. Huszárezred részére.. Ekkor kapta a 8-as számot.
- 1849. elején átszervezésre és újra felállításra került az ezred. Az átszervezés során a császári oldalon harcolt alegységeket használták fel. Két osztály hadilétszámra lett feltöltve, majd a másik két osztály újra felállítását is ezen osztályokra alapozva oldották meg.
- 1860-ban felszámolásra került a 4. osztály, amiből egy századot hoztak létre. Eme századot az 1. Önkéntes Huszárezrednek adta át.

## Hadműveletek

### A Szent Liga háborúja
- 1696-ban részt vett a temesvári csatában.
- 1697-ben részt vett zentai csatában és az azt követő üldöző hadműveletekben.
- 1698-ban részt vett Temesvár és Nagybecskerek bevételében.

### Spanyol örökösödési háború
- 1701-ben a Vaubonne Hadtest alá rendlve Itáliában. Harcok Orzinovinál és Soncinonál.
- 1702: Harcok Cremonánál Milánónál és Graziánál.
- 1703: Harcok Veronánál, ahol az ezred parancsnok is francia fogságba kerül. A franciák felajánlására Deák ezredes átáll a franciák oldalára. Egy francia felállítású huszárezred parancsnokságát kapja meg. Az év végén két századot a Piemontban állomásozó Starhemberg Hadtesthez vezényelnek.
- 1704-1705: Harcok Piemontban. A többi eleinte gyenge szereplést mutató alegységeket a Pó folyó völgyében hátra maradtak. 1705-ben Dél-tirol megszállásában vettek részt. Miután a svadront három századra bővítették bevették Cassanót.
- 1706-ban az ezred részt vett a torinói csatában. A csatában szembe kerülte azzal a francia huszárezreddel, amit Deák ezredes vezetett. Fogságba került 11 korábban a császári oldalon álló huszár, akiket dezertálásért kivégeztek. Maga Deák eltudott menekülni és csak azután tudott vissza térni a huszárjaival, miután Savoyai Jenő herceg megkegyelmezett nekik. Újra beálltak a császári hadseregbe, de Deák többé nem vezethetett alakulatot.
- 1707-ben az ezred egy részét Nápoly bevételére átvezényeltek, amíg a másik részt Toulon tartományba került.
- 1709-ban moseli-hadsereg részeként Hollandiában harcolt, ahol részt vett Lille városának bevételében.
- 1709-ben részt a malplaqueti csatában.
- 1710: Douai és Béthune megszállása.
- 1711: A rajnai-hadsereg biztosítása, illetve járőr szolgálat
- 1712: Harcok a franciaországi Quesnoy-sur-Deûle-nél, és Fampoux-nál. Az ezred egy része Grovestein tábornok hadtestjéhez vezényelve.
- 1713: A rajnai-hadsereg biztosítása, illetve járőr

### Velencei-osztrák-török háború
- 1716-ben egy század részt vett Karlóca és Pétervárad felszabadításában, majd Temesvár megszállásában.
- 1717-ben részt vett a nándorfehérvári csatában, majd üldözte Regeb Pasa hadtestjét.
- 1731–1732-ben két század Korzika szigetére lett vezényelve.

### Lengyel örökösödési háború
- 1734: harcok Itáliában; az ezred részt vett a pármai- gustallai- és quistelloi csatában.
- 1735-ben az ezred részei részt vettel a quingentolei- és marengoi csatában, majd üldözte az ellenséget egészen Bolognáig.

### Osztrák örökösödési háború
- 1741-ben a Khevenhüller Hadtesthez vezényelve.
- 1742: Télihadjáart Felső-Ausztriában, majd Bajorországban, ezt követte az átcsoportosítás Csehországba.
- 1743: Harcok Bajorországban, Straubing városának a blokád alá vétele. Ezt követte a Rajnáig való előre nyomulás, ahol részt vett az esslingeni csatában.
- 1744-ben a Bajorországban állomásozó Batthyány-hadtesthez vezényelve, majd újra átcsoportosították Csehországba, ahol részt vett a berauni csatában.
- 1745: Harcok Bajorországban, csaták Geisenhausen-nél és Nordheim-nél.
- 1746-ben áttelepült Itáliába, ahol részt vett a Piacenzanál ahonnan átvezényelték Provenceba.

### Hétéves háború
- 1756: lobositzi csata.
- 1757-részt vett a prágai, majd a kolini csatában gróf Hadik András parancsnoksága alatt. Bevették Berlint.
- 1758-ben a császári sereg részeként harcolt a chemnitzi és a torgaui csatában.
- 1759-ben részt vett a launi és aschi csatában. Két század részt vett Sangerhausen megsarcolásában.
- 1760: Zeitz und Zwickau megsarcolása. Részt vett a strehlai és wittenbergi csatában
- 1763-ben harcolt a Seydlitz tábornok parancsnoksága alatt álló porosz lovassággal.

### Bajor örökösödési háború
- 1778: Harcok Csehországban. Csaták Skalitznél Vrchovinnál és Rückertsnél.
- 1779 Harcok Habelschwerdtnél és Felső-Schwedeldorfnál.

### Osztrák–török háború (1787–91)
- 1788-ben részt vett Szabács bevételében és a zimonyi és német-boksányi csatákban.
- 1789-ben a Waldeck-hadtest részeként a Bánságban állomásozott és a a törökök kiűzésében vett részt. Ezt követte Belgrád megszállása.
- 1790-ben egy osztály osztrák-németalföldön harcolt.

### Koalíciós háborúk
- 1792-ben az ezred részei részt vettek a florennesi csatában. Ezt követően őrjáratot tartottak a pfalzi Landau területén. Részt vettek a champagne-i csatában és Pellingen megvédésében.
- 1794-ben részt vett a következő csatákban: Charleroi, Fleurus, Lüttich, Trier és Sprimont. Két század később részt vett Mainz várának a bevételében.
- 1795-ben Mainz és Mannheim bevételét követően bevette Pfrimmet, Frankenthalt és Schwengenheimet.
- 1796-ban áthelyezték Itáliába, ahol részt vett Brescia, Saló, Desenzano és Peschiera bevételében. Bassano del Grappa-i ütközetben vereséget szenvedett az ezred. Ezt követően a Mészáros-hadtest alárendeltségében harcolt Cereanál, Castellaronál és La Favoritanál. Bevette Mantua városát. Egy osztály részt vett a friauli- veronai- és caldieroi csatában.
- 1797-ben Mantua kapitulációját követően vissza vonult Stájerországba. Egy osztály részt vett a rivoli- és a tagliamentoi csatában.

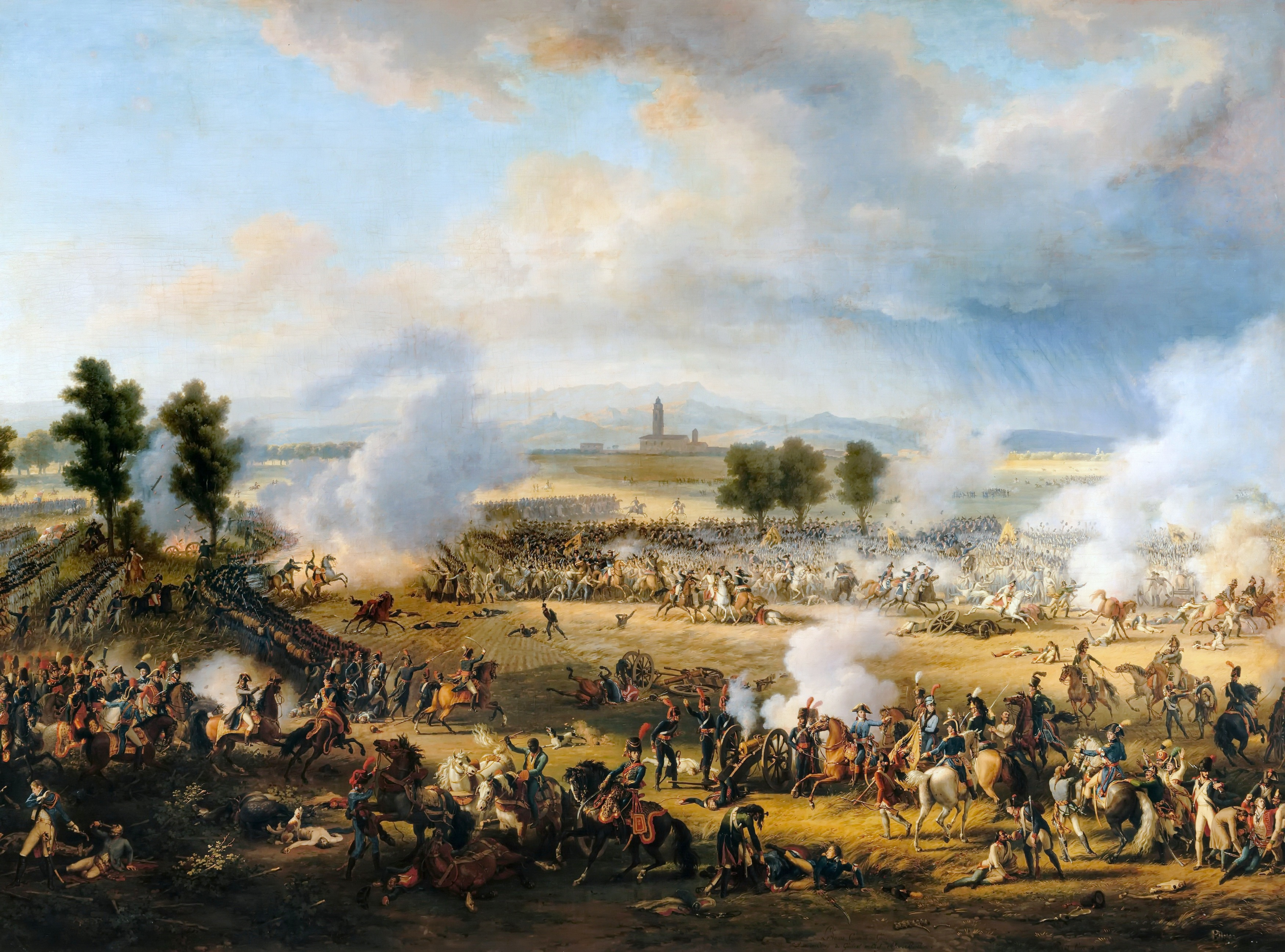
Marengoi csata

- 1800-ban részt vett Genua blokádjában és Casteggio bevételében. Az ezred részt vett marengói csatában. Az év végén az ezred a Pó melletti Finale és Bondeo mellett harcolt az ellenséggel.
- 1805-ben részt vett a Caldiero mellett vívott ütközetben.
- 1809-ben az V. Hadtest részeként Németországba vonult. Részt vett a landshuti, kloster rohri és riedaui csatában. Részt vett az asperni csatában, a wagrami csatában.

### Oroszországi hadjárat (1812)
- 1812-ben az ezred három osztálya a Schwarzenberg kiegészítő hadtest részeként részt vett a következő csatákban: Pruzany, Diwin, Rudnja és Wiczulki.

### Felszabadítási háborúk
- 1813-ben részt vett a legnagyobb csatákban: Drezda, Kninitz-Arbesau, Hochheim, Kassel, Naumburg, Altenburg. S természetesen az ezred kitüntette magát az 1813. augusztus 18-án lezajlott lipcsei csatában is.
- 1814-ben blokád alá vonta Besançon városát és részt vett a St. Ferjeux ért vívott csatában.

### Száz nap
- 1815-ben 12 századdal részt vett a strassburgi és a hausenbergeni csatákban a rajnai-hadsereg részeként.

### 1848–49-es forradalom és szabadságharc
- 1848-ban 1848–49-es forradalom és szabadságharc dacára Barcó ezredesnek javarészt sikerült az ezredet a császári zászló alatt tartania. Az ezred ekkor Galiáciában állomásozott.
- 1849-ben két hadilétszámú osztály Vorarlbergbe behatol.

### Porosz–osztrák–olasz háború
- 1866-ban öt százada harcolt az északi-hadsereg parancsnoksága alatt Gitschin-nél. Később részt vett a königgrätzi csatában.

### Első világháború
- A huszárezred eleinte ezred kötelékben harcolt a keleti-és délkeleti fronton, majd hadosztály közvetlen huszárosztályként felosztva. Az ezred részt vett a Bruszilov-offenzívában. Az orosz fronton súlyos veszteségeket szenvedett ezredet 1915-ben feloszlatták. Más hasonló veszteségeket szenvedett lovassági ezredekből létrehozták a Császári és Királyi 9. Lovassági Lövészezredet.

## Kiegészítő körletek
Az ezredet a következő területekről egészítették ki:
- 1781–1832 Pozsony sorozási területe
- 1853–1857 Nagyvárad
- 1857–1860 Pest és Szeged
- 1860–1867 Szeged
- 1867–1883 Kecskemét
- 1883–1889 Zombor
- 1889-től a IV. Hadtest kerülete – Budapest

## Békehelyőrségek
| I. | II. | III. |
| --- | --- | --- |
| - 1699 Kolozsvár - 1714–1716 Hildesheim - 1718 Szerbia területén szétosztva - 1723 Gömör vármegye és Szabolcs vármegye - 1731–1733 Lombardia területén szétosztva - 1736–1740 Mantua - 1748 Veröce - 1751 Pécs - 1753 Zsolna - 1754–1756 Szepes vármegye - 1763 Gabel - 1773–78 Brandeis - 1779 Gabel - 1748 Gent - 1785–1788 Tarnów - 1791–1792 Troppau - 1797 Stájerország területén szétosztva - 1798–1899 Rovigo | - 1801–1805 Tarnopol - 1806 Bochnia, majd Krakkó - 1807 Troppau - 1808 Nagytapolcsány, majd Bécs - 1810–1812 Horodenka - 1814–1815 Zolków - 1816 Bochnia, majd Szászrégen - 1817 Rohatin - 1820 Tarnopol - 1823 Horodenka - 1825 Bécs - 1827 Hódmezővásárhely - 1828 Arad - 1831 Himberg b. Bécs mellett - 1832 Baden bei Wien - 1833 Zistersdorf - 1834 Bruck an der Leitha | - 1835 Troppau - 1836–1849 Ziolkiew - 1849 Landshut, majd Dornbirn - 1850 Salzburg - 1851 Wels - 1854 Bécs - 1855 Groß-Enzersdorf - 1857–59 Klattau - 1864–66 Wels - 1866 Zolków - 1871 Tolna - 1876–77 Cegléd - 1878 Árpatarló - 1880 Stockerau - 1884 Ruma - 1890 Klagenfurt - 1898 Jaroslau - 1904 Törzs, 1. osztály Kecskemét – 2. osztály Cegléd |

## Ezred tulajdonos
- 1696 mihályi Nesztorovics Deák Pál ezredes (Deák Huszárezred)
- 1706 Viszlay András ezredes (Viszlay Huszárezred)
- 1706 báró mihályi Splényi János László ezredes (Splényi Huszárezred)
- 1730 báró Czungenberg Ferenc ezredes (Csonka bég) (Czungenberg Huszárezred)
- 1735 Dessewffy Imre ezredes (Dessewffy Huszárezred)
- 1739 báró Bodorfalvai Baranyay János vezérőrnagy (Baranyay Huszárezred)
- 1766 Carl Freiherr von Nauendorf (Nauendorf Huszárezred) altábornagy
- 1775 gróf Dagobert Sigmund Wurmser (Wurmser Baranyay Huszárezred) altábornagy
- 1798 Név változtatás 8. Huszárezredre
- 1799 gróf Friedrich August Nauendorf altábornagy
- 1802 Michael Freiherr von  Kienmayer altábornagy
- 1828 herceg Ferdinand von Sachsen-Coburg és Gotha altábornagy (8. Koburg-huszárezred)
- 1851 hessen-kasseli I. Frigyes Vilmos választófejedelem
- 1875 Alexander Freiherr von Koller Lovassági tábornok
- 1890 gróf erdődi Pálffy András altábornagy

## Megszüntetése
1918. őszén az Osztrák-Magyar Monarchia felbomlását követően Magyarország és a magyarországi nemzetiségek kikiáltották függetlenségüket. A frontokon harcoló alakulatokat haza szállították és a fegyverszüneti egyezmény értelmében felszámolták őket. Ez a sors jutott a nagy múltú Császári és Királyi 8. Huszárezred számára is, ami 1918. december 22-én 222v után feloszlott.
A hivatalos források szerint viszont a Császári és Királyi Hadügyminisztérium alá tartozott és mivel Magyarország függetlenné vált nem hívhatta volna haza a többnyire magyar sorállománnyal rendelkező ezredet, hogy megszüntethesse. Ezt csak is a K.u.K. Hadügyminisztérium tehette volna meg. Nem tudni pontosan, hogy ez valaha meg is történt-e.

## 1914. júliusi alárendeltségi állapot

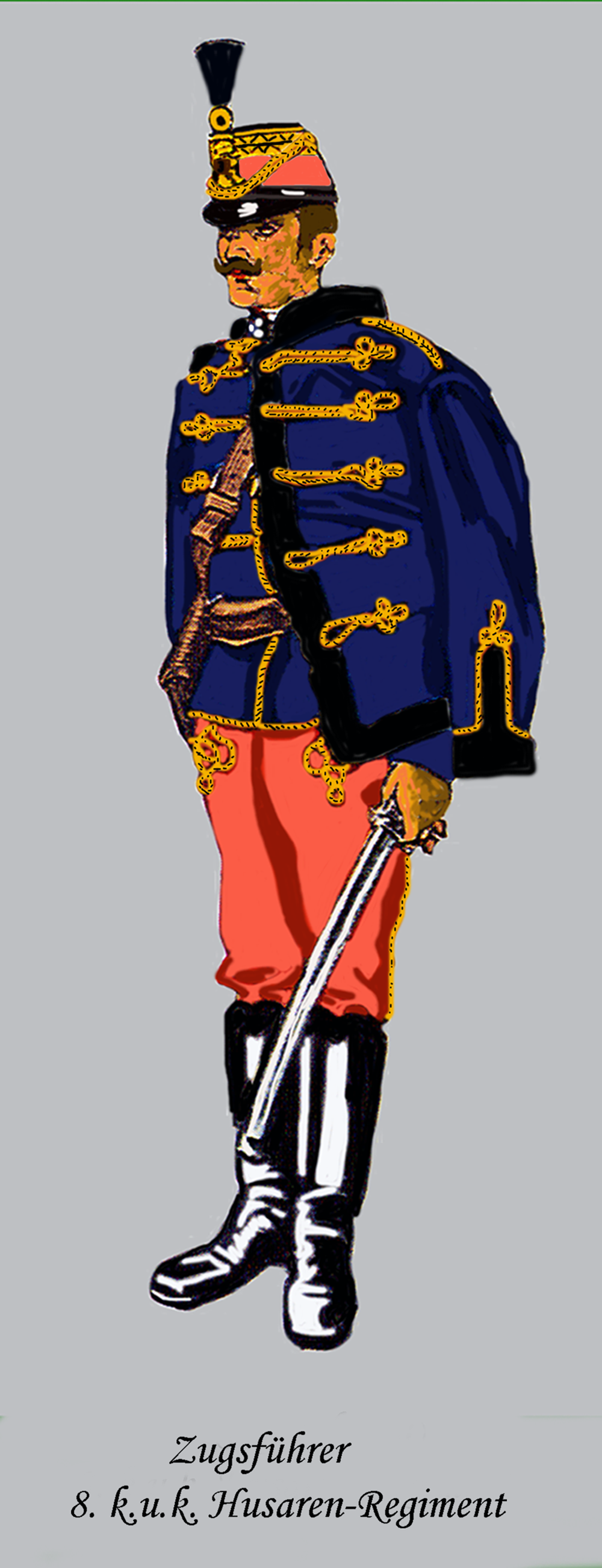
A 8. Huszárezred szakaszvezetője téli ruházatban

IV. Hadtest – 10. Lovassági Hadosztály – 4. Lovasdandár
Nemzetiség: 74% magyar – 26% egyéb
Ezredparancsnok: Adalbert Fluck von Raggamb ezredes
Ezredvezénylő nyelv: magyar
Egyenruha: sötétkék atilla sárga gombokkal és piros csákó takaróval

## Szervezete
A XVIII. századi folyamatos hadseregreformok során a lovasságnál az ezredeket négy osztályra, ezen belül nyolc svadronra tagolták. Kialakítottak egy tartalék svadront is 186 fővel, elsősorban az újoncok kiképzésére. Az addigi 2 század = lovassági szervezést felváltotta az immár 2 svadron = divízió szervezés. Vagyis a lovasságnál eltüntették az addig a gyalogságtól átvett kompánia (század) megnevezést és a lovassági század svadron nevet nyert, míg az addigi kétszázadnyi harcászati egység, a svadron új megnevezése divízió (osztály) lett. Szabályozták az ezredlétszámokat, a zászlók alakját, az egyenruha formáját, de a szín ezredről ezredre változott. A fegyverzet továbbra is kard, két pár pisztoly, később rövid karabély. A vezényleti nyelv német maradt, de a nem magyar származású ezredtulajdonosok, illetve ezredparancsnokok döntő többsége – tekintettel, hogy huszárjaikkal magyarul tudjanak beszélni – megtanulták a nyelvet, ha törve is, de megértették magukat.
1860-tól az ezred 2 osztályból állt, ami továbbá három-három századból. Így került bevetésre az első világháborúban.
Az egyes osztályokat a vezetőjükről nevezték el:
- az 1. osztály volt az ezredesi-osztály
- a 2. osztály volt az alezredesi-osztály
- a 3. osztály volt az 1. őrnagyi-osztály
- a 3. osztály volt a 2. őrnagyi-osztály

1798-ig az ezredeket tulajdonosuk neve szerint hívták, akiknek ténylegesen vezetniük is kellett az alakulataikat. Minden tulajdonos váltással az ezred új nevet kapott. 1798-at követően hivatalosan csak számozással illették az alakulatokat, de bizonyos esetben, illetve beszédben az éppen aktuális ezred tulajdonos nevén nevezték.
Pont ezek miatt az állandó átnevezések kapcsán nehezen követhető az osztrák-magyar huszárezredek története.

## Lásd még
- Császári és Királyi Huszárok

## Fordítás
- Ez a szócikk részben vagy egészben az k.u.k. Husarenregiment „von Tersztyánszky“ Nr. 8 című német Wikipédia-szócikk ezen változatának fordításán alapul.  Az eredeti cikk szerkesztőit annak laptörténete sorolja fel. Ez a jelzés csupán a megfogalmazás eredetét és a szerzői jogokat jelzi, nem szolgál a cikkben szereplő információk forrásmegjelöléseként.